# Festival Internacional de Humor do Rio de Janeiro
Festival Internacional de Humor do Rio de Janeiro é um evento de exposição de cartuns e charges realizado no Rio de Janeiro. A primeira edição foi realizada em 22 e 23 de outubro de 2008 no Centro Cultural dos Correios, com sete exposições de humor gráfico e outras atividades relacionadas a outras formas de humor, incluindo teatro. O evento ganhou o Troféu HQ Mix três vezes: 2009 (categoria "exposição", pela mostra "Angeli/Genial"), 2009 e 2012 (categoria "salão e festival").